# コウライモロコ
コウライモロコは、コイ目コイ科カマツカ亜科に属する淡水魚である。スナモロコ（大阪）などの異名を持つ。
同属のスゴモロコと亜種関係にあるとされているが、遺伝的、形態的にみても大きな違いは無いとして、亜種として分けるべきか疑問視する意見もある。そのため、分類については確定していない。

## 分布
濃尾平野、和歌山県紀ノ川から広島県芦田川までの本州瀬戸内側、徳島県吉野川。朝鮮半島西岸。大きな河川の下流の暖流域にすむ。

## 生態
砂底または砂泥底の底近くに多く、カマツカと共に見られることが多い。雑食性で、ミジンコなどのプランクトンや、水生昆虫（幼虫）などを捕食する。飼育下では人工飼料にも慣れる。

## 形態
全長10センチメートルほど。スゴモロコに比べずんぐりしている分、側線鱗数も2枚ほど少ないが、コウライモロコが37 - 40枚であるのに対し、スゴモロコが39 - 41枚と重なりがあり、決定的な見分けにはならない。また、スゴモロコと交雑することもあるため、より一層見分けのつかない個体が増えている。これは、琵琶湖におけるホンモロコとタモロコの関係とよく似ている。